# ライフ2 ギバーテイカー
『ライフ2 ギバーテイカー』（ライフツー ギバーテイカー）は、すえのぶけいこによる日本の漫画作品。『アフタヌーン』（講談社）にて、2016年8月号から2018年12月号まで連載された。単行本は全6巻。
かつて未成年・貴志ルオトに妹を殺された女性警察官の倉澤樹が、医療少年院を退院後、再び犯罪を起こし始めたルオトを捕らえるため戦うクライムサスペンス。
2023年にテレビドラマ化された。
なお、2007年にテレビドラマ化された すえのぶの他作品である『ライフ』との関連性は無い。

## あらすじ
6年前、妹を惨殺された過去を持つ刑事・倉澤樹は、犯人・貴志ルオトが医療少年院から出所したことを知らされる。だが、ルオトはそこで再び殺人事件を起こす。

## 登場人物
倉澤 樹（くらさわ いつき）
牧窪警察署に勤める警察官。階級は巡査。23歳。
17歳の夏、親しくしていた少年・貴志ルオトの手によって妹の穂乃花を殺害される。
未成年だったルオトが国や法律に守られて生きていることに強い憤りを感じ、犯罪者と戦うため警察官となる。
貴志 ルオト（きし ルオト）
凶悪殺人犯の少年。17歳。中性的な雰囲気の美少年。医療少年院を退院後、再び犯罪を起こす。
今井 要（いまい かなめ）
牧窪警察署の警察官。樹の先輩。

## 書誌情報
- すえのぶけいこ『ライフ2 ギバーテイカー』 講談社〈アフタヌーンKC〉、全6巻
  1. 2016年10月21日発売[講 1]、ISBN 978-4-06-388194-3
  2. 2016年12月22日発売[講 2]、ISBN 978-4-06-388227-8
  3. 2017年05月23日発売[講 3]、ISBN 978-4-06-388260-5
  4. 2017年11月22日発売[講 4]、ISBN 978-4-06-510375-3
  5. 2018年05月23日発売[講 5]、ISBN 978-4-06-511398-1
  6. 2018年11月21日発売[講 6]、ISBN 978-4-06-513495-5

## テレビドラマ
『ギバーテイカー』のタイトルで、2023年1月22日から2月19日までWOWOWの「連続ドラマW」枠にて放送・配信された。主演は中谷美紀。
原作では主人公は「妹を殺された刑事」であったが、本作では「娘を殺された元小学校教諭の刑事」へと設定が変更されている。

### キャスト

#### 主要人物
倉澤樹
演 - 中谷美紀
神奈川県都筑中央署 刑事課 巡査部長。元小学校教諭。可愛がっていた教え子・ルオトに愛する娘を惨殺された過去の体験から、人々に犯罪被害者の自分と同じ思いをさせないために、刑事となる。
貴志ルオト / 小林一真〈24〉
演 - 菊池風磨（Sexy Zone）（幼少期：志水透哉）
小学6年生で12歳の時に隣人の小野塚穂乃花を殺した猟奇殺人犯。医療少年院を退院後、小林一真を名乗りパン屋「幸せの穂」に就職する。

#### 警察
今井要
演 - 池内博之
神奈川県都筑中央署刑事課の刑事。警部補。
椿理子
演 - 深川麻衣
樹の警察学校の同期で、親友。神奈川県都筑中央署 生活安全課 少年係 巡査部長。
仁科昌裕
演 - 遠山俊也
都筑中央署の刑事課長。倉澤の上司。警部。
宇賀神敏一
演 - 袴田吉彦
神奈川県警本部の管理官。
加藤
演 - 清水伸
神奈川県都筑中央署刑事課刑事。警部補。
楠木
演 - 七瀬公
神奈川県都筑中央署刑事課刑事。元生活安全課。
湊靖久
演 - 池田鉄洋
足柄警察署・上河原交番の巡査部長。

#### 樹の関係者
小野塚優一
演 - 吉沢悠
樹の元夫。ドラマオリジナルキャラクター。
小野塚穂乃花〈享年8〉
演 - 松岡夏輝
樹と優一の娘。「たかひら風鈴祭り」に同伴したルオトに殺害される。
篝伸哉
演 - 平山祐介
倉澤の娘が殺された事件を担当していた元刑事。退職後はバー「K's Pick」経営。
小野塚優一の妻子
演 - 鈴の屋玉乃、豊田温大
優一の再婚した妻と息子。

#### ルオトの関係者
貴志茉莉絵
演 - 斉藤由貴
ルオトの母親。
津山聡美
演 - 馬場ふみか
パン屋「幸せの穂」従業員。施設で育ち、善行の養子になった。実は善行に虐待されている。
津山善行
演 - 吉田ウーロン太
パン屋「幸せの穂」店主。聡美の養父。面接に来た小林一真を住み込みの従業員として雇う。

#### その他
有坂弥生
演 - 桜田ひより
洋介の娘。目撃した万引き犯を父に追わせたことで事件になったことを悔やんでいる。
金田佑〈21〉
演 - 櫻井健人
有坂洋介の殺害犯。彼が樹の自宅前に風鈴とメッセージを残していたことから、樹は事件へのルオトの関与を疑う。

#### ゲスト
第1話
有坂洋介
演 - 紺野ふくた
弥生の父。「有坂マート」の店長。万引き犯の金田佑を追い、殺害される。
被害者遺族会会員
演 - 竹内幸美
アナウンサー
演 - 橋口秀一
記者
演 - 石山和史、長友郁真
第2話
クボタ テツマ
演 - 桜木那智（第3話）
医療少年院時代のルオトと金田佑の仲間。
岡林
演 - 諏訪太朗
金田佑の遺体発見現場の近くの「Giver or Taker」と書かれた落書きの発見者。
金貸し
演 - 桑原辰旺
津山善行に金を貸しており、店に取り立てに現れる。
田辺芳子
演 - 水木薫
ルオトの保護司。横浜川崎保護司会所属。
第3話
アナウンサー
演 - 住田洋
宮司
演 - 坂本直季
主婦
演 - 木村なおみ
倉澤樹らに女性を見かけたと証言する。
第4話
教員
演 - 中村映里子（第5話）
神奈川県厚木市立高比良小学校教員。樹のかつての同僚。
神奈川県警・刑事
演 - 吉岡睦雄
篝伸哉の殺人事件捜査本部。
老婆
演 - 藤夏子
足柄警察署 上河原交番に道を尋ねに来た老婆。
第5話
教員
演 - おかやまはじめ
神奈川県厚木市立高比良小学校教員。
特殊班隊員
演 - 信太昌之
高比良小学校を包囲した特殊班隊員。
医者
演 - 長谷川ほまれ
搬送されてきた今井要の担当医。
制服警官
演 - 芳村宗治郎
高比良小学校の正門で警備する警官。
刑務官
演 - 田中貴裕

### スタッフ
- 原作 - すえのぶけいこ『ライフ2 ギバーテイカー』（講談社『アフタヌーンKC』刊）
- 脚本 - 小峯裕之
- 音楽 - 林ゆうき、奥野大樹
- 監督 - 鈴木浩介
- チーフプロデューサー - 青木泰憲
- プロデューサー - 小林祐介、黒沢淳、雫石瑞穂
- 制作協力 - テレパック
- 製作著作 - WOWOW

#### 放送日程
| 放送回 | 放送日  |
| ------ | ------- |
| 第1話  | 1月22日 |
| 第2話  | 1月29日 |
| 第3話  | 2月05日 |
| 第4話  | 2月12日 |
| 最終回 | 2月19日 |

| WOWOW 連続ドラマW                      | WOWOW 連続ドラマW                          | WOWOW 連続ドラマW                    |
| 前番組                                 | 番組名                                     | 次番組                               |
| -------------------------------------- | ------------------------------------------ | ------------------------------------ |
| 両刃の斧 （2022年11月13日 - 12月18日） | ギバーテイカー （2023年1月22日 - 2月19日） | フェンス （2023年3月19日 - 4月16日） |

### 講談社コミックプラス
以下の出典は講談社コミックプラス（講談社）内のページ。書誌情報の発売日の出典としている。
1. ↑  “ライフ2　ギバーテイカー（1）”. 講談社コミックプラス.  講談社. 2022年9月16日閲覧。
2. ↑  “ライフ2　ギバーテイカー（2）”. 講談社コミックプラス.   講談社. 2022年9月16日閲覧。
3. ↑  “ライフ2　ギバーテイカー（3）”. 講談社コミックプラス.   講談社. 2022年9月16日閲覧。
4. ↑  “ライフ2　ギバーテイカー（4）”. 講談社コミックプラス.   講談社. 2022年9月16日閲覧。
5. ↑  “ライフ2　ギバーテイカー（5）”. 講談社コミックプラス.   講談社. 2022年9月16日閲覧。
6. ↑  “ライフ2　ギバーテイカー（6）”. 講談社コミックプラス.   講談社. 2022年9月16日閲覧。